# Augusto Ramírez Ocampo
Augusto Claudio Ramírez Ocampo (Bogotá, 21 de septiembre de 1934 - Bogotá, 14 de junio de 2011) fue un abogado, economista, diplomático y político colombiano. Miembro del Partido Conservador Colombiano. Fue alcalde de Bogotá, ministro de relaciones exteriores, y se destacó como promotor de la negociación política y la búsqueda de la paz en Colombia.

## Biografía
Hijo del parlamentario Augusto Ramírez Moreno y de Mariela Ocampo Mejía. Obtuvo el título de doctor en Ciencias Jurídicas y Económicas en la Pontificia Universidad Javeriana. Inició su carrera profesional como juez, pero se decantó por la política como líder de juventudes del Partido Conservador, para posteriormente ejercer como secretario del Gobernador de Cundinamarca, concejal de Bogotá y miembro del Congreso en diferentes legislaturas.

### Alcalde de Bogotá (1982-1984)
Durante el gobierno de Belisario Betancur, fue durante el mandato presidencial de éste cuando Augusto Ramírez pasó a la escena nacional al ejercer como alcalde Mayor de Bogotá entre 1982 y 1984. De su gobierno distrital se destaca la institución de la ciclovía y la puesta en marcha de la Avenida Circunvalar.

### Ministro de Relaciones Exteriores
En 1984, Betancur lo designa como Ministro de Relaciones Exteriores con la misión central de enfocar la diplomacia colombiana a conseguir respaldos para la búsqueda de una salida negociada entre el Estado y los grupos alzados en armas. Así mismo, se convirtió en el gestor del Grupo de Contadora, conformado junto a los gobiernos de México, Panamá y Venezuela con el objetivo de evitar el desencadenamiento de una guerra en América Central; a nombre del Grupo, Augusto Ramírez recibió el Premio Príncipe de Asturias de Cooperación Internacional en 1984, un año después de que hubiera sido galardonado Belisario Betancur. Acompañó al gobierno hasta 1986.

### Otros cargos
En Colombia fue facilitador en el gobierno de Virgilio Barco (1986-1990) y como miembro de la Comisión Nacional de Conciliación y la Comisión Facilitadora Civil en los gobiernos de Ernesto Samper y Andrés Pastrana.
En 1991, Ramírez fue elegido como miembro de la Asamblea Nacional Constituyente, tras lo cual fundó el Centro de Estudios Constitucionales PLURAL.
En el exterior se destacó como miembro de la Comisión Andina de Juristas, así como comisionado para la supervisión de los acuerdos de paz en El Salvador entre 1992 y 1994 y como representante del Secretario General de la Organización de Estados Americanos y jefe de la Misión para la Reinstauración de la Democracia en Haití.
Durante el gobierno de Andrés Pastrana ejerció como Ministro de Desarrollo Económico e intentó presentar una candidatura presidencial para las elecciones presidenciales de 2002, pero no tuvo éxito en conseguir el respaldo de su partido. Se opuso a las reformas constitucionales que buscaron reglamentar la reelección y segunda reelección presidencial, lo cual lo alejó de la corriente principal del Partido Conservador que respaldó al gobierno de Álvaro Uribe.
En 2011, Ramírez respaldó la sanción de la Ley de Víctimas por parte del gobierno de Juan Manuel Santos y se preparaba para la conmemoración de los 20 años de la Constitución Política de 1991. 

## Fallecimiento
Luego de enfrentar un preinfarto cardiaco, no pudo superar un infarto y falleció el 14 de junio de 2011, a los 77 años de edad.